# Елісень

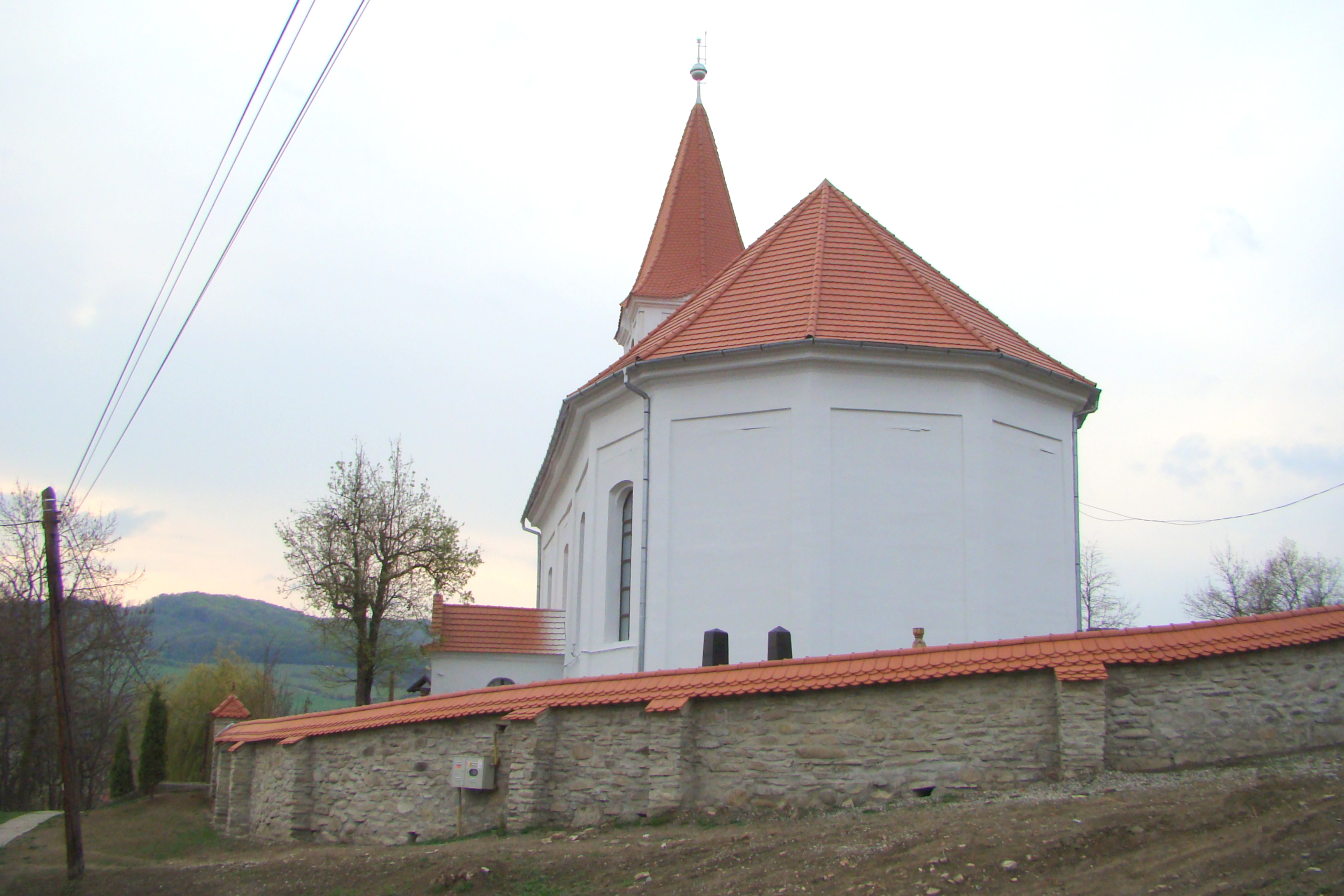

Елісень, Елісені (рум. Eliseni) — село у повіті Харгіта в Румунії. Входить до складу комуни Секуєнь.
Село розташоване на відстані 225 км на північний захід від Бухареста, 67 км на захід від М'єркуря-Чука, 115 км на південний схід від Клуж-Напоки, 87 км на північний захід від Брашова.

## Населення
За даними перепису населення 2002 року у селі проживали 1170 осіб.
Національний склад населення села:
| Національність | Кількість осіб | Відсоток |
| -------------- | -------------- | -------- |
| угорці         | 1067           | 91,2%    |
| цигани         | 80             | 6,8%     |
| румуни         | 23             | 2,0%     |

Рідною мовою назвали:
| Мова      | Кількість осіб | Відсоток |
| --------- | -------------- | -------- |
| угорська  | 1092           | 93,3%    |
| циганська | 57             | 4,9%     |
| румунська | 21             | 1,8%     |